# Hickman (Nebraska)
Hickman je grad u američkoj saveznoj državi Nebraska. Prema popisu stanovništva iz 2010. u njemu je živjelo 1,657 stanovnika.